# Пищевой банк

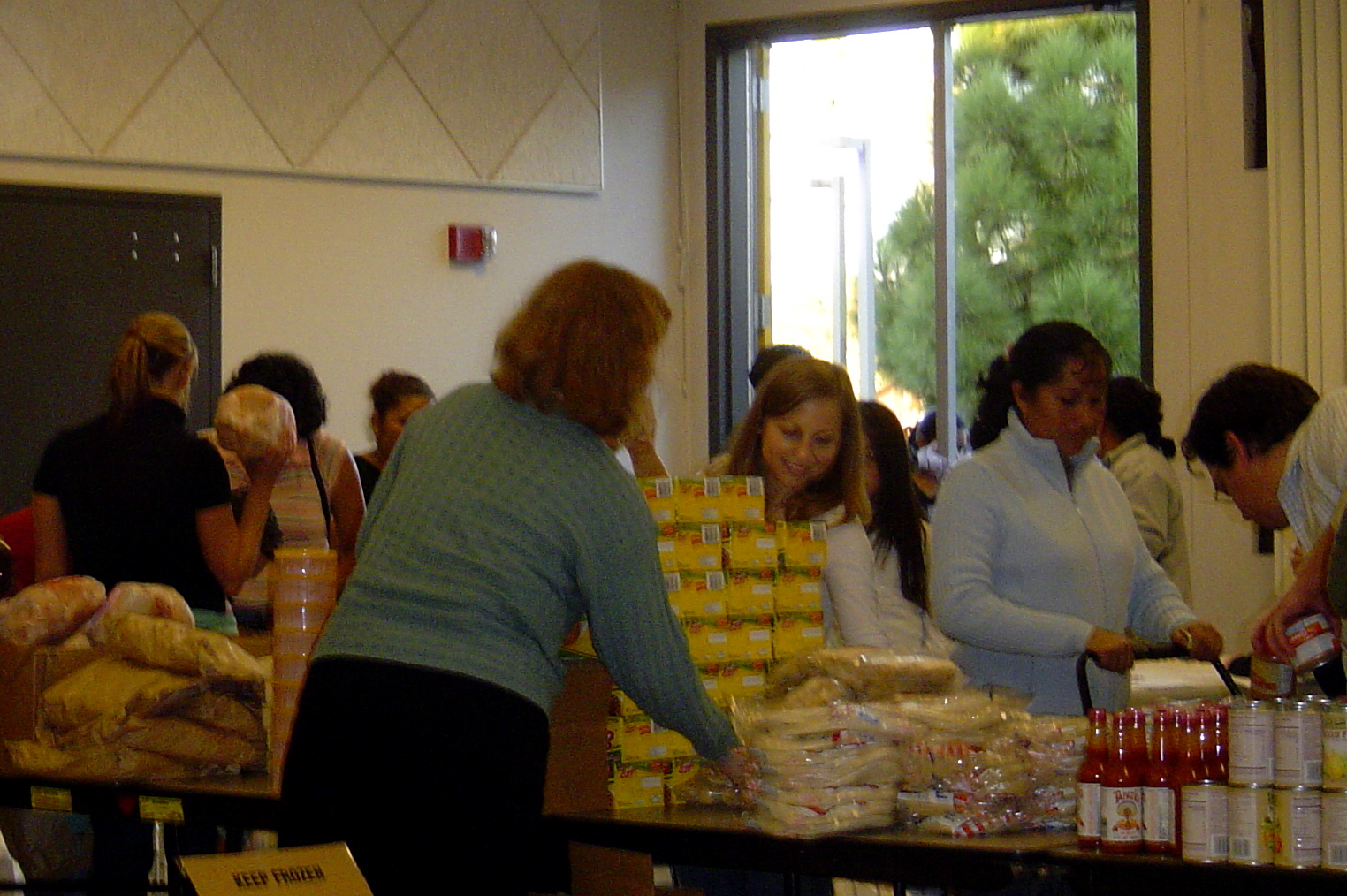
Банк продовольствия в США (бесплатный магазин)

Пищевой банк, или Банк продово́льствия (англ. food bank) — благотворительная организация, которая занимается сбором пищевых продуктов от производителей и поставщиков и передачей их нуждающимся.
Банк продовольствия бесплатно принимает пищевые продукты, в том числе те, срок годности которых близок к истечению, упаковывает их при помощи волонтёров и доставляет их голодающим людям. При этом действует жёсткая система контроля качества продуктов.
Банк продовольствия не занимается непосредственно раздачей продуктов. Это делает сеть сотрудничающих организаций, в которую входят местные благотворительные организации и социальные учреждения, у которых налажен прямой контакт с нуждающимися (бесплатный магазин). Для покрытия расходов на логистику и последующую сортировку собранных продуктов проводятся акции по сбору денежных пожертвований от частных лиц и организаций.

## Описание
Пищевой банк — это неприбыльная благотворительная организация, которая собирает продовольственные товары (в том числе товары, срок хранения которых подходит к концу) от производителей, торговых организаций, заведений питания, частных лиц и других поставщиков и передаёт голодающим.
Соответственно продукты, которые не были проданы или потреблены, но обладают хорошими потребительскими качествами и могут оказаться на мусорнике, пригодятся тем, кто страдает от голода.
В разных странах существуют разные модели деятельности продовольственных банков. Две из них наиболее распространены. Первая — продовольственный банк бесплатно получает, сохраняет, контролирует качество, транспортирует и передаёт продукты непосредственно голодающим. Вторая — продовольственный банк бесплатно принимает, контролирует качество, хранит и транспортирует продукты, после чего передаёт их не непосредственно голодающим, а местным государственным, общественным или другим благотворительным организациям и социальным учреждениям, которые, в свою очередь, распределяют продукты среди нуждающихся.
Продовольственные банки также собирают денежные пожертвования от частных лиц и организаций для оплаты хранения и транспортировки продуктов.
Продовольственные банки существуют благодаря волонтёрам, которые помогают в поиске поставщиков продуктов, сортировке, проверке качества, транспортировке продуктов.

## История создания пищевых банков
Первый банк продовольствия был создан в США в Финиксе в 1967 году. Его создателем был Джон ван Хенгель. Банки продовольствия быстро распространились по всему миру.
Первый европейский пищевой банк был создан в 1983 году во Франции; сейчас банки продовольствия действуют в 17 странах Европы.
Работает Глобальная сеть банков продовольствия (англ. The Global FoodBanking Network), в которую входят 34 страны.

## Пищевой банк в Северной Америке
В США, а иногда и в Канаде продовольственные банки обычно не дают еду напрямую голодающим. Вместо этого они действуют как склады, снабжая передовые агентства.

## Международные объединения продовольственных банков
Продовольственные банки Аргентины, Мексики, Канады и Соединённых Штатов Америки для взаимной поддержки в борьбе с голодом учредили международную организацию Global FoodBanking Network (GFN), к которой присоединились также продовольственные банки Австралии, Бразилии, Болгарии, Ботсваны, Великобритании, Эквадора, Гондураса, Доминиканской Республики, Индии, Израиля, Колумбии, Коста-Рики, Намибии, Нигерии, Никарагуа, Южной Кореи, Панамы, Парагвая, Перу, России, Сальвадора, Сингапура, Сьерра-Леоне, Тайваня, Турции[что?].
Европейское сообщество также объединило в 1986 году усилия продовольственных банков Франции, Испании и Италии в международную организацию European Federation of Food Banks (FEBA). К ней присоединились продовольственные банки Бельгии, Болгарии, Чешской Республики, Голландии, Эстонии, Греции, Ирландии, Литвы, Люксембурга, Дании, Норвегии, Польши, Португалии, Сербии, Словакии, Швейцарии, Украины и Великобритании.
Некоторые продовольственные банки в США и Пуэрто-Рико объединились в Feeding America. Food Banking Regional Network — объединение продовольственных банков некоторых африканских государств.